# Халеб
 Тази статия е за града в Сирия, наричан още Халеп, Алеп, Алепо.  За обекти с близко име вижте Алепу (пояснение).  
Ха̀леб (на арабски: حلب, книжовно – „Хàляб“, с ударение върху първата сричка според произношението на арабски), срещано и като Халѐб (с ударение на последната сричка, повлияно от произношението в турски език), наричан още Халеб аш-Шахба („прясно мляко“); също Халеп (на турски), Алеп (на френски) и Алепо (на английски), на арабски: حَلَبُ Халеб, на арменски: Հալեպ Халеб, на гръцки: Χαλέπι; на латински: Beroea) е град в Северна Сирия, център на едноименната административна област Халеб.
Със своите 2 132 100 жители към 22.09.2004 г. това е най-населеният град в страната, след като изпреварва по жители столицата на страната Дамаск още в края на 1980-те години. В цялата област Халеб – най-населената в страната, живеят 4 868 000 души.

## История
Градът е сред най-старите непрекъснато населявани селища в света. Археологически находки показват, че е бил заселен още през 6-о хилядолетие пр.н.е.
В древността градът е столица на Еблаитското царство и въобще център на Древна Сирия. Градът се споменава като Арми в Ебланския царски архив и под името Арман в Акад. Нарам-Син (или Саргон Велики), цар на Акад, унщожава Ебла и Арман през XXIII век пр.н.е.
В арамейска Вавилония се споменава под името Халаб (или Халба). Градът е столица и на аморейското царство Ямхад (араб. يمحاض, ок. 1800 – 1600 г. пр.н.е.), известно още и като „земята Халеб“, което за времето си е най-силното и могъщо царство в Леванта.
Ямхад е сринато от хетите при Мурсили I в XVI век пр.н.е., но скоро след това успява да се възстанови и отново да поеме водеща роля в Древна Сирия, след като Хетското царство отслабва.
Възползвайки се от безвластието в региона след хетското отстъпление, Паратарна, цар на хуритското царство Митани, завладява града през XV век пр.н.е., след което заедно с Кадеш е на фронтовата линия на Митани с Древен Египет и Хетското царство.
Хетеецът Супилулиума I надделява над Митани и завоюва града през XIV век пр.н.е., като още оттогава той има стратегическо и култово значение за хетите, които го превръщат в център на поклонението на бога на времето.
След рухването на Хетското царство градът става център на арамейско сирохетско царство, след което пада последователно под властта на Асирийската империя, Нововавилонското царство и Ахеменидите. Градът е известен в древността още и като Халпе, а древните гърци са го наричали Бероя (Βέροια), а турците – Халеп.
В античността попада последователно под властта на Селевкидите, римляните и византийците.
През средновековието е владение на арабите от 637 г., като византийската реконкиста и под предводителството на Георги Маниак успява да си го възвърне макар и за кратко през 10 век, след което е превзет от кръстоносците. На 9 август 1138 г. е сринат от земетресение, при което загиват 230 хил. жители.
Саладин предава по-късно властта над града на Аюбидите, след което е под властта на Хулагу и пак на кръстоносците, докато не става владение на мамелюците. Тамерлан го превзема, докато накрая ведно със Светите земи не попада под властта на османците в началото на XVI век. По времето на Османската империя е най-големият разцвет на Халеб като столица на Велика Сирия. Османският град бил третият по големина и значение в империята след Истанбул и Кайро.

## Население
Населението на Халеб е 2 132 100 жители към 22.09.2004 г. Мнозинството от жителите му са мюсюлмани – предимно араби и кюрди. Тук живее също и многобройно християнско население от араби (маронити и католици), арменци, гърци, а има и еврейска и американска протестантска общност.
В началото на 19 век градът има 200 хил. жители, широко развита промишленост и активна търговия. Фабриките му снабдяват Изтока с копринени, памучни, вълнени и сърмени платове. Земетресението от 24 август 1822 г., чумата през 1827 г. и холерата от 1832 г. подриват неговото благосъстояние.

## Икономика
Градът е с важно стратегическо значение като разпределителен пътен възел по най-краткия път от Европа към Близкия изток и между р. Ефрат и Средиземно море. Тук е седалището на Сирийските железници, понеже градът е свързан с европейската железопътна мрежа от 19 век, докато столицата до 1980-те години е имала само теснолинейна железопътна връзка с Бейрут.
Халеб е индустриалният център на страната. Силно развити са леката (текстил, облекло, обувки), хранителната, химическата промишленост, както и машиностроенето (трактори, хладилници) и производството на строителни материали (с много циментови фабрики).

## Забележителности
Най-голямата забележителност на града е древният замък, известен с европейското си име Цитадела, който се извисява на хълм в неговия исторически център.
Недалеч от Цитаделата се намира прочутият Халебски сук (покритият централен пазар на града), считан за най-големия в света с дължина на галериите му около 13 километра.

## Известни личности
Родени в Халеб
- Зеки паша (1862 – 1943), офицер
- Франсис Мараш (1836 – 1873), писател
- Мохамед Наджи Отари (р. 1944), политик
- Левон Тер-Петросян (р. 1945), арменски политик
- Мухамед Фарис (р. 1951), космонавт

Починали в Халеб
- Франсис Мараш (1836 – 1873), писател
- Джихангир (1531 – 1553) най-младият син на султан Сюлейман Великолепни и Хюрем Султан

## Фотогалерия
- Входът на Цитаделата
- Минарето на Голямата джамия
- Омаядската джамия
- Джамията „Ар-Рахман“
- Маронитската катедрала
- Утро в Халебския сук
- Кирпичени къщи на юг от града (1980)